# Pia Konstantin Berg
Pia Konstantin Berg, (født 13. januar 1985), er uddannet journalist fra Syddansk Universitet, men har siden hun udgav sin debutromant "Vi var engang" i 2016 primært arbejdet som forfatter.
Hun står blandt andet bag en række børnebøger. Herunder Fætterløjserne og Zoologik; en moderne rim og remser-bog, som fortæller børn fra 8 år om det samfund vi lever i i dag. 
Udover flere børnebøger står Pia Konstantin Berg også bag en række bøger til voksne. Blandt andet familiekrøniken "Søen", hvor vi i fire bind følger parret Christian og Helle.
I 2023 debuterede hun som manuskriptforfatter med filmen "Bytte Bytte Baby", hvor vi følger to par, som begge skal være forældre. Men fertilitetsklinikken har forbyttet de befrugtede æg, og pludselig er Liv gravid med kontrolfreaken Cecilias barn – og omvendt. Filmen har høstet anerkendelse hos blandt andet Soundvenue, som skrev: "I en Nancy Meyers-beslægtet romcom dissekerer graviditetskomedien ‘Bytte bytte baby’ moderskab og fertilitetsbehandling sødt, underholdende og rørende som aldrig før i dansk kontekst."